# Жан-Шарль Арве
Жан-Шарль Арве (фр. Jean-Charles Harvey; 10 листопада 1891 — 3 січня 1967, Монреаль) — квебекський письменник та журналіст.
Був головним редактором газети Le Soleil з 1927 до 1934 року. У 1934 році його роман Напівцивілізовані (фр. Les Demi-civilisés) було заборонено католицьким архієпископом за критику тогочасного квебекського суспільства.
У 1937 він став засновником антифашистської й антинацистської газети Le Jour і був її редактором до 1947 року.